# Rhynchomys isarogensis
Rhynchomys isarogensis là một loài động vật có vú trong họ Chuột, bộ Gặm nhấm. Loài này được Musser & Freeman mô tả năm 1981.